# Andre Reed
Andre Darnell Reed (Allentown, 29 gennaio 1964) è un ex giocatore di football americano statunitense che ha giocato nel ruolo di wide receiver per sedici stagioni nella National Football League (NFL). Reed è classificato al decimo posto nella storia della NFL con 951 ricezioni e nel 2009 è stato inserito nella formazione ideale del 50º anniversario dei Buffalo Bills. Nel 2014 è stato inserito nella Pro Football Hall of Fame.

## Carriera professionistica
Nel Draft NFL 1985, Reed fu scelto dai Buffalo Bills nel corso del quarto giro come 86º assoluto. Rimase coi Bills per 15 stagioni consecutive fino al 1999, durante le quali arrivò a disputare 4 Super Bowl con Buffalo. Nel 2000, Reed firmò un contratto biennale coi Denver Broncos a giugno ma finì in fondo alla graduatoria della squadra dietro Rod Smith, Ed McCaffrey, Robert Brooks and Travis McGriff. Reed quindi chiese di essere svincolato dai Broncos dopo che il loro capo-allenatore Mike Shanahan lo informò che non avrebbe giocato nel debutto della stagione 2000. Egli passò così ai Washington Redskins con cui si ritirò dopo la stagione 2000.

### Record NFL
Reed è classificato ai primi posti in quasi tutte le statistiche sulle ricezioni. Egli superò le mille yard ricevute quattro volte in 16 stagioni di carriera, è decimo in ricezioni in carriera con 951 (dietro solo a Jerry Rice, Cris Carter, Tim Brown, Isaac Bruce, Hines Ward, Randy Moss, Tony Gonzalez, Terrell Owens e Marvin Harrison) e nono in yard ricevute con 13.198. Reed è inoltre undicesimo per touchdown su ricezione in carriera con 87.
Egli corse inoltre per 500 yard e un touchdown su 75 possessi. Coi Bills, Reed disputò 4 Super Bowl consecutivi (1991–1994) e fu convocato per sette Pro Bowl consecutivi (1988–1994).
Reed stabilì i propri primati in carriera con 90 ricezioni nel 1994, 10 touchdown nel 1991 e 1.312 yard ricevute nel 1989.
Come tributo alla sua grande resistenza fisica, Reed giocò 234 gare nella NFL tra il 1985 e il 2000, il 59º risultato assoluto nella storia della lega, inclusi giocatori meno impegnati dal punto di vista fisico come placekicker e punter.

### Record del Super Bowl
Nei suoi 4 Super Bowl Reed totalizzò 27 ricezioni, il secondo massimo nella storia dietro le 33 di Jerry Rice. Le sue 323 yard ricevute sono il terzo massimo della storia dietro le 604 di Rice e le 364 di Lynn Swann.

### "The Comeback"
Oltre all'importante ruolo nel condurre i Bills a 4 Super Bowl consecutivi, Reed è particolarmente ricordato per il contributo dato alla straordinaria gara dei Bills del 3 gennaio 1993 nella vittoria nei playoff ai danni degli Houston Oilers, una gara divenuta famosa semplicemente come "The Comeback" (La Rimonta). In quella partita, con Houston in vantaggio 35-3 nel terzo quarto, Reed ricevette tre passaggi da touchdown nel secondo tempo e guidò Buffalo a rimontare il più esteso deficit di punti nella storia della NFL. Contribuendo sostanzialmente alla "Rimonta", Reed terminò la partita con 8 ricezioni per 136 yard e 3 touchdown. Quell'incontro è consacrato nella storia della NFL come delle migliori gare mai giocate. È anche considerata una delle più grandi rimonte nella storia degli sport professionistici americani.
Dopo quella vittoria con gli Oilers, Reed ricevette 8 passaggi per 152 yard nella sconfitta dei Bills 52-17 nel Super Bowl XXVII il 31 gennaio 1993 contro i Dallas Cowboys.

## Palmarès

### Franchigia
- American Football Conference Championship: 4

Buffalo Bills: 1990, 1991, 1992, 1993

### Individuale
- Convocazioni al Pro Bowl: 7

1988, 1989, 1990, 1991, 1992, 1993, 1994
- Second-team All-Pro: 3

1989, 1990, 1991
- First-team All-AFC: 4

1989, 1990, 1991, 1994
- Club delle 10.000 yard ricevute in carriera
- Formazione ideale del 50º anniversario dei Buffalo Bills
- Pro Football Hall of Fame (Classe del 2014)
- Buffalo Bills Wall of Fame (Classe del 2006)

## Statistiche
| Ricezioni     | 951    |
| Yard ricevute | 13.198 |
| Touchdown     | 87     |

## Filmografia

### Televisione
- Hawaii Five-0 - serie TV, episodio 7x12 (2017)
- MacGyver - serie TV, episodio 3x18 (2019)
- Magnum P.I. - serie TV, episodio 2x17 (2020)

## Doppiatori italiani
Nelle versioni in italiano delle opere in cui ha recitato, Andre Reed è stato doppiato da:
- Paolo M. Scalondro in Magnum P.I. (come se stesso)
- Alessandro Ballico in Magnum P.I. (come Eddie Butler)